# Mi amor eres tú
Mi amor eres tú  es una película de Argentina en blanco y negro dirigida por Manuel Romero según su propio guion que se estrenó el 10 de septiembre de 1941 y que tuvo como protagonistas a Paulina Singerman, Arturo García Buhr y Severo Fernández. Fue la primera película en que actuó Jorge Salcedo.

## Sinopsis
Un autoritario tutor cambia su conducta gracias a una joven huérfana de la que termina enamorándose.

## Reparto
- Paulina Singerman...	Susana Torres
- Arturo García Buhr...	Roberto Almada
- Severo Fernández...	Don Lucas
- Enrique Roldán...	Arturo Fuentes
- Emilia Helda...	Dora Duval
- Cayetano Biondo...	Don Ramón
- Rosa Martín...	Sta. Martínez (secretaria)
- Jorge Salcedo ...  Méndez (pretendiente de Susana)

## Comentarios
Roland escribió que el filme «tiene el tono de la comedia dislocada americana con más disloque en el diálogo que en las situaciones y sin embargo ágil en su desarrollo». Andrés Insaurralde opinó que es una «atípica película en la que el realizador manifiesta claras influencias de su antiguo colaborador, Francisco Mugica» y Manrupe y Portela escribieron que es una «comedia tipo americano de Romero-Singerman, aún hoy con buen ritmo a pesar de un argumento incongruente».